# César de melhor ator

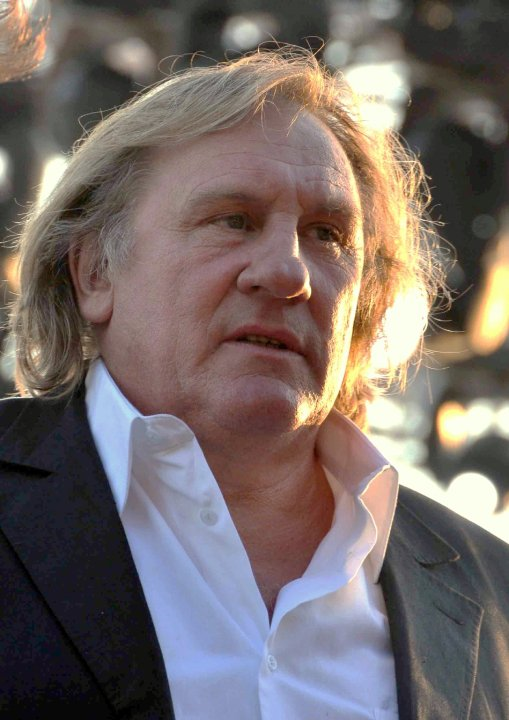
Gérard Depardieu, o ator mais vezes nomeado a esta categoria.

O César de melhor ator (em francês: César du meilleur acteur) é um prémio cinematográfico atribuído anualmente desde 1976, pela academia dos Césares, ao melhor ator principal de um filme de produção francesa.
Alguns atores venceram esta categoria mais de uma vez:
- Três vezes: Michel Serrault (1979, 1982 e 1996) ;
- Duas vezes: Philippe Noiret (1976, 1990), Gérard Depardieu (1981, 1991), Daniel Auteuil (1987, 2000), Michel Bouquet (2002, 2006), Mathieu Amalric (2005, 2008).

O ator que mais vezes foi nomeado a este prémio é Gérard Depardieu, obtendo no total 16 nomeações. Seguido por Daniel Auteuil (12), Michel Serrault (7) Patrick Dewaere e Philippe Noiret (5), Michel Blanc, Vincent Lindon, Jean Rochefort, François Cluzet, Charles Berling e Michel Piccoli (4), Jean-Pierre Bacri, Gérard Jugnot,Alain Chabat,Jean-Pierre Marielle, Vincent Cassel, Lambert Wilson e Alain Delon (3), Michel Bouquet, Romain Duris,  Mathieu Amalric, Jean-Louis Trintignant, Jean Réno,Patrick Timsit, Yves Montand, Benoît Poelvoorde, Christophe Malavoy, Jean-Pierre Darroussin Jean Carmet, Albert Dupontel, Jacques Dutronc Hippolyte Girardot e Jacques Gamblin (2)
De assinalar que, apenas uma única vez, um ator com uma interpretação não falada em francês esteve presente nesta categoria: Adrien Brody em 2003 por O Pianista (falado em inglês).

## Vencedores

### Década de 1970
| Ano  | Ator                 | Personagem                                 | Filme                         | Título no Brasil    | Título em Portugal   |
| ---- | -------------------- | ------------------------------------------ | ----------------------------- | ------------------- | -------------------- |
| 1976 | Philippe Noiret      | Julien Dandieu                             | Le Vieux Fusil                | O Velho Fuzil       |                      |
| 1976 | Gérard Depardieu     | Dr. Jean-Pierre Berg                       | Sept morts sur ordonnance     |                     |                      |
| 1976 | Victor Lanoux        | Ludovic                                    | Cousin, cousine               |                     |                      |
| 1976 | Jean-Pierre Marielle | Henri Serin                                | Les Galettes de Pont-Aven     |                     |                      |
| 1977 | Michel Galabru       | Joseph Bouvier                             | Le Juge et l'Assassin         |                     | O Juiz e o Assassino |
| 1977 | Alain Delon          | Robert Klein                               | Monsieur Klein                | Cidadão Klein       | Um Homem na Sombra   |
| 1977 | Gérard Depardieu     | Gérard                                     | La Dernière Femme             |                     |                      |
| 1977 | Patrick Dewaere      | Marc                                       | La Meilleure Façon de marcher |                     |                      |
| 1978 | Jean Rochefort       | O capitão                                  | Le Crabe-tambour              |                     |                      |
| 1978 | Alain Delon          | Xavier Maréchal                            | Mort d'un pourri              |                     |                      |
| 1978 | Charles Denner       | Bertrand Morane                            | L'homme qui aimait les femmes |                     |                      |
| 1978 | Gérard Depardieu     | David Martinaud                            | Dites-lui que je l'aime       |                     | Amor Impossível      |
| 1978 | Patrick Dewaere      | O juiz Jean-Marie Fayard                   | Le Juge Fayard dit Le Shériff |                     |                      |
| 1979 | Michel Serrault      | Albin Mougeotte ("Zaza Napoli, l'Abeille") | La Cage aux folles            | A Gaiola das Loucas | A Gaiola das Malucas |
| 1979 | Claude Brasseur      | Serge                                      | Une histoire simple           |                     |                      |
| 1979 | Jean Carmet          | Adrien Courtois                            | Le Sucre                      |                     |                      |
| 1979 | Gérard Depardieu     | Renaud D'Homécourt de la Vibraye ("Raoul") | Le Sucre                      |                     |                      |

### Década de 1980
| Ano  | Ator                | Personagem                      | Filme                                | Título no Brasil                       | Título em Portugal                     |
| ---- | ------------------- | ------------------------------- | ------------------------------------ | -------------------------------------- | -------------------------------------- |
| 1980 | Claude Brasseur     | Comissário Jacques Fush         | La Guerre des polices                |                                        |                                        |
| 1980 | Patrick Dewaere     | Franck Poupart ("Boneca")       | Série noire                          |                                        |                                        |
| 1980 | Yves Montand        | O procurador Henri Volney       | I comme Icare                        |                                        |                                        |
| 1980 | Jean Rochefort      | Martin Belhomme                 | Courage, fuyons                      |                                        |                                        |
| 1981 | Gérard Depardieu    | Bernard Granger                 | Le Dernier Métro                     | O Último Metrô                         | O Último Metro                         |
| 1981 | Patrick Dewaere     | Bruno Calgani                   | Un mauvais fils                      |                                        |                                        |
| 1981 | Philippe Noiret     | O inspetor Louis Baroni         | Pile ou face                         |                                        |                                        |
| 1981 | Michel Serrault     | Albin Mougeotte ("Zaza Napoli") | La Cage aux folles II                |                                        |                                        |
| 1982 | Michel Serrault     | Jérôme Martinaud                | Garde à vue                          | Cidadão sob Custódia                   | Sem Culpa Formada                      |
| 1982 | Patrick Dewaere     | Rémi                            | Beau-père                            |                                        | O Padrasto                             |
| 1982 | Philippe Noiret     | Louis Cordier                   | Coup de torchon                      |                                        |                                        |
| 1982 | Michel Piccoli      | Bernard Malair                  | Une étrange affaire                  |                                        |                                        |
| 1983 | Philippe Léotard    | "Dédé" Laffont                  | La Balance                           |                                        |                                        |
| 1983 | Gérard Depardieu    | Georges-Jacques Danton          | Danton                               | Danton - O Processo da Revolução       | O Caso Danton                          |
| 1983 | Gérard Lanvin       | Antoine Béranger                | Tir groupé                           |                                        |                                        |
| 1983 | Lino Ventura        | Jean Valjean                    | Les Misérables                       |                                        |                                        |
| 1984 | Coluche             | Lambert                         | Tchao Pantin                         |                                        |                                        |
| 1984 | Gérard Depardieu    | Jean Lucas                      | Les Compères                         |                                        |                                        |
| 1984 | Yves Montand        | Alex                            | Garçon!                              |                                        |                                        |
| 1984 | Michel Serrault     | O "Olho"                        | Mortelle Randonnée                   |                                        |                                        |
| 1984 | Alain Souchon       | Florimond ("Pin-Pon")           | L'Été meurtrier                      |                                        |                                        |
| 1985 | Alain Delon         | Robert Avranches                | Notre histoire                       |                                        |                                        |
| 1985 | Gérard Depardieu    | Charles Saganne                 | Fort Saganne                         | Forte Saganne                          | Forte Saganne - O Herói do Deserto     |
| 1985 | Louis Ducreux       | Mr Ladmiral                     | Un dimanche à la campagne            |                                        |                                        |
| 1985 | Philippe Noiret     | O inspetor René Boisrond        | Les Ripoux                           |                                        |                                        |
| 1985 | Michel Piccoli      | Akiva Liebskind                 | La Diagonale du fou                  | Fora de controle                       |                                        |
| 1986 | Christopher Lambert | Fred                            | Subway                               |                                        |                                        |
| 1986 | Gérard Depardieu    | O inspetor Antoine Mangin       | Police                               | Polícia                                | Police                                 |
| 1986 | Robin Renucci       | Forster                         | Escalier C                           |                                        |                                        |
| 1986 | Michel Serrault     | O inspetor Robert Staniland     | On ne meurt que deux fois            |                                        |                                        |
| 1986 | Lambert Wilson      | Quentin                         | Rendez-vous                          | Rendez-vous                            | Encontro                               |
| 1987 | Daniel Auteuil      | Ugolin Soubeyran ("Galinette")  | Jean de Florette / Manon des sources | Jean de Florette / A Vingança de Manon | Jean de Florette / Manon das Nascentes |
| 1987 | Jean-Hugues Anglade | Zorg                            | 37°2 le matin                        | Betty Blue                             | Betty Blue 37º,2 de Manhã              |
| 1987 | Michel Blanc        | Antoine                         | Tenue de soirée                      |                                        |                                        |
| 1987 | André Dussolier     | Marcel Blanc                    | Mélo                                 |                                        |                                        |
| 1987 | Christophe Malavoy  | Simon                           | La Femme de ma vie                   | A Mulher de Minha Vida                 |                                        |
| 1988 | Richard Bohringer   | Pelo                            | Le Grand Chemin                      |                                        |                                        |
| 1988 | Jean Carmet         | Miss Mona                       | Miss Mona                            |                                        |                                        |
| 1988 | Gérard Depardieu    | O abade Donissan                | Sous le soleil de Satan              |                                        |                                        |
| 1988 | Gérard Jugnot       | Rivetot                         | Tandem                               |                                        |                                        |
| 1988 | Christophe Malavoy  | Charles Sambrat                 | De guerre lasse                      |                                        |                                        |
| 1988 | Jean Rochefort      | Michel Mortez                   | Tandem                               |                                        |                                        |
| 1989 | Jean-Paul Belmondo  | Sam Lion                        | Itinéraire d'un enfant gâté          |                                        |                                        |
| 1989 | Richard Anconina    | Albert Duvivier                 | Itinéraire d'un enfant gâté          |                                        |                                        |
| 1989 | Daniel Auteuil      | Martial                         | Quelques jours avec moi              |                                        | Alguns Dias Comigo                     |
| 1989 | Jean-Marc Barr      | Jacques Mayol                   | Le Grand Bleu                        |                                        |                                        |
| 1989 | Gérard Depardieu    | Auguste Rodin                   | Camille Claudel                      | Camille Claudel                        | A Paixão de Camille Claudel            |

### Década de 1990
| Ano  | Ator                   | Personagem                                                   | Filme                                  | Título no Brasil                  | Título em Portugal          |
| ---- | ---------------------- | ------------------------------------------------------------ | -------------------------------------- | --------------------------------- | --------------------------- |
| 1990 | Philippe Noiret        | O comandante Dellaplane                                      | La Vie et rien d'autre                 |                                   |                             |
| 1990 | Jean-Hugues Anglade    | Rossignol                                                    | Nocturne indien                        |                                   |                             |
| 1990 | Michel Blanc           | Sr. Hire                                                     | Monsieur Hire                          |                                   |                             |
| 1990 | Gérard Depardieu       | Bernard Barthélémy                                           | Trop belle pour toi                    | Linda Demais para Você            | Bela Demais para Ti         |
| 1990 | Hippolyte Girardot     | Hippo                                                        | Un monde sans pitié                    |                                   |                             |
| 1990 | Lambert Wilson         | O abade Pierre                                               | Hiver 54, l'abbé Pierre                |                                   |                             |
| 1991 | Gérard Depardieu       | Cyrano de Bergerac                                           | Cyrano de Bergerac                     | Cyrano de Bergerac                | Cyrano de Bergerac          |
| 1991 | Daniel Auteuil         | Pierre-François Lacenaire                                    | Lacenaire                              |                                   |                             |
| 1991 | Fabrice Luchini        | Antoine                                                      | La Discrète                            |                                   |                             |
| 1991 | Michel Piccoli         | Milou                                                        | Milou en mai                           |                                   |                             |
| 1991 | Jean Rochefort         | Antoine                                                      | Le Mari de la coiffeuse                |                                   |                             |
| 1991 | Michel Serrault        | Dr. Marcel Petiot                                            | Docteur Petiot                         |                                   |                             |
| 1992 | Jacques Dutronc        | Vincent van Gogh                                             | Van Gogh                               |                                   |                             |
| 1992 | Hippolyte Girardot     | Patrick Perrault                                             | Hors la vie                            |                                   |                             |
| 1992 | Gérard Jugnot          | Michel Berthier                                              | Une époque formidable                  |                                   |                             |
| 1992 | Jean-Pierre Marielle   | Sr. de Sainte-Colombe                                        | Tous les matins du monde               |                                   |                             |
| 1992 | Michel Piccoli         | Édouard Frenhofer                                            | La Belle Noiseuse                      |                                   |                             |
| 1993 | Claude Rich            | Talleyrand                                                   | Le Souper                              |                                   |                             |
| 1993 | Daniel Auteuil         | Stéphane                                                     | Un cœur en hiver                       |                                   |                             |
| 1993 | Richard Berry          | Adam                                                         | Le petit prince a dit                  |                                   |                             |
| 1993 | Claude Brasseur        | Joseph Fouché                                                | Le Souper                              |                                   |                             |
| 1993 | Vincent Lindon         | Victor                                                       | La Crise                               |                                   |                             |
| 1994 | Pierre Arditi          | Toby Teasdale/Miles Coombes/Lionel Hepplewick/Joe Hepplewick | Smoking/No smoking                     | Smoking/No smoking                | Fumar/Não Fumar             |
| 1994 | Daniel Auteuil         | Antoine                                                      | Ma saison préférée                     | Minha Estação Preferida           | A Minha Estação Preferida   |
| 1994 | Michel Boujenah        | Bajou                                                        | Le Nombril du monde                    |                                   |                             |
| 1994 | Christian Clavier      | Jacques-Henri Jacquard                                       | Les Visiteurs                          | Os Visitantes                     | Os Visitantes               |
| 1994 | Jean Reno              | Godefroy Amaury de Malfête                                   | Les Visiteurs                          | Os Visitantes                     | Os Visitantes               |
| 1995 | Gérard Lanvin          | Jean-Paul                                                    | Le Fils préféré                        |                                   |                             |
| 1995 | Daniel Auteuil         | Pierre                                                       | La Séparation                          |                                   |                             |
| 1995 | Gérard Depardieu       | Hyacinthe Chabert                                            | Le Colonel Chabert                     | Coronel Chabert - Amor E Mentiras | O Coronel Chabert           |
| 1995 | Jean Reno              | Léon                                                         | Léon                                   |                                   |                             |
| 1995 | Jean-Louis Trintignant | Joseph Kern                                                  | Trois couleurs: Rouge                  | A fraternidade é vermelha         | Três Cores - Vermelho       |
| 1996 | Michel Serrault        | Pierre Arnaud                                                | Nelly et Monsieur Arnaud               | Minha Secretária                  |                             |
| 1996 | Vincent Cassel         | Vinz                                                         | La Haine                               |                                   |                             |
| 1996 | Alain Chabat           | Laurent Lafaye                                               | Gazon maudit                           |                                   |                             |
| 1996 | François Cluzet        | Antoine                                                      | Les Apprentis                          |                                   |                             |
| 1996 | Jean-Louis Trintignant | Colonel Massagual                                            | Fiesta                                 |                                   |                             |
| 1997 | Philippe Torreton      | Conan                                                        | Capitaine Conan                        |                                   |                             |
| 1997 | Daniel Auteuil         | Harry                                                        | Le Huitième Jour                       | O Oitavo Dia                      | O Oitavo Dia                |
| 1997 | Charles Berling        | O barão Grégoire Ponceludon de Malavoy                       | Ridicule                               |                                   |                             |
| 1997 | Fabrice Luchini        | Beaumarchais                                                 | Beaumarchais, l'insolent               |                                   |                             |
| 1997 | Patrick Timsit         | Adrien                                                       | Pédale douce                           | Loucas Noites de Batom            |                             |
| 1998 | André Dussollier       | Simon                                                        | On connaît la chanson                  | Amores Parisienses                | É Sempre a Mesma Cantiga    |
| 1998 | Daniel Auteuil         | Lagardère ("O Corcunda")                                     | Le Bossu                               |                                   |                             |
| 1998 | Charles Berling        | Jean-Marie                                                   | Nettoyage à sec                        |                                   |                             |
| 1998 | Alain Chabat           | Didier                                                       | Didier                                 |                                   |                             |
| 1998 | Patrick Timsit         | Nounours                                                     | Le Cousin                              |                                   |                             |
| 1999 | Jacques Villeret       | François Pignon                                              | Le Dîner de cons                       |                                   | O Jantar de Palermas        |
| 1999 | Charles Berling        | Martin                                                       | L'Ennui                                |                                   |                             |
| 1999 | Jean-Pierre Darroussin | Gabriel Lecouvreur                                           | Le Poulpe                              |                                   |                             |
| 1999 | Antoine De Caunes      | Simon Eskanazy                                               | L'homme est une femme comme les autres |                                   |                             |
| 1999 | Pascal Greggory        | François                                                     | Ceux qui m'aiment prendront le train   | Os que me Amam Tomarão o Trem     | Quem Me Amar Irá de Comboio |

### Década de 2000
| Ano  | Ator                     | Personagem                     | Filme                                     | Título no Brasil                                      | Título em Portugal                  |
| ---- | ------------------------ | ------------------------------ | ----------------------------------------- | ----------------------------------------------------- | ----------------------------------- |
| 2000 | Daniel Auteuil           | Gabor                          | La Fille sur le pont                      |                                                       | A Mulher e o Atirador de Facas      |
| 2000 | Jean-Pierre Bacri        | Simon Polaris                  | Kennedy et moi                            |                                                       |                                     |
| 2000 | Albert Dupontel          | Dr. Bruno Sachs                | La Maladie de Sachs                       |                                                       |                                     |
| 2000 | Vincent Lindon           | Ivan Lansi                     | Ma petite entreprise                      |                                                       |                                     |
| 2000 | Philippe Torreton        | Daniel Lefebvre                | Ça commence aujourd'hui                   | Quando Tudo Começa                                    | Um Novo Começo                      |
| 2001 | Sergi López              | Harry                          | Harry, un ami qui vous veut du bien       |                                                       | Harry, um Amigo ao Seu Dispor       |
| 2001 | Jean-Pierre Bacri        | Jean-Jacques Castella          | Le Goût des autres                        |                                                       | O Gosto dos Outros                  |
| 2001 | Charles Berling          | Jean Barnery                   | Les Destinées sentimentales               |                                                       | Os Destinos Sentimentais            |
| 2001 | Bernard Giraudeau        | Frédéric Delamont              | Une affaire de goût                       | Uma Questão de Gosto                                  |                                     |
| 2001 | Pascal Greggory          | Alain                          | La Confusion des genres                   | A Confusão de Gêneros                                 |                                     |
| 2002 | Michel Bouquet           | Maurice                        | Comment j'ai tué mon père                 | Como Matei Meu Pai                                    | Como Matei o Meu Pai                |
| 2002 | Eric Caravaca            | Adrien                         | La chambre des officiers                  |                                                       |                                     |
| 2002 | Vincent Cassel           | Paul Angeli                    | Sur mes lèvres                            |                                                       | Nos meus lábios                     |
| 2002 | André Dussollier         | Paul Guetz                     | Tanguy                                    |                                                       |                                     |
| 2002 | Jacques Dutronc          | Dimitri                        | C'est la vie                              |                                                       |                                     |
| 2003 | Adrien Brody             | Wladyslaw Szpilman             | Le Pianiste                               | O Pianista                                            | O Pianista                          |
| 2003 | Daniel Auteuil           | Jean-Marc Faure                | L'Adversaire                              | O Adversário                                          | O Adversário                        |
| 2003 | François Berléand        | Jean-Louis Broustal            | Mon idole                                 |                                                       | O Meu Ídolo                         |
| 2003 | Bernard Campan           | Philippe                       | Se souvenir des belles choses             |                                                       |                                     |
| 2003 | Mathieu Kassovitz        | Riccardo Fontana               | Amen.                                     | Amém                                                  |                                     |
| 2004 | Omar Sharif              | Sr. Ibrahim                    | Monsieur Ibrahim et les fleurs du Coran   | Uma Amizade sem Fronteiras                            |                                     |
| 2004 | Daniel Auteuil           | Antoine Letoux                 | Après vous                                | Por Gentileza                                         | Faça Favor...                       |
| 2004 | Jean-Pierre Bacri        | Jacques                        | Les Sentiments                            |                                                       |                                     |
| 2004 | Gad Elmaleh              | Choukri ("Chouchou")           | Chouchou                                  | Xuxu                                                  |                                     |
| 2004 | Bruno Todeschini         | Thomas                         | Son frère                                 | Irmãos                                                | O Seu Irmão                         |
| 2005 | Mathieu Amalric          | Ismaël                         | Rois et reine                             | Reis e Rainha                                         | Reis e Rainha                       |
| 2005 | Daniel Auteuil           | Léo Vrinks                     | 36 quai des orfèvres                      | 36                                                    | 36 Anti-Corrupção                   |
| 2005 | Gérard Jugnot            | Clément Mathieu                | Les Choristes                             | A Voz do Coração                                      | Os Coristas                         |
| 2005 | Benoît Poelvoorde        | Bernard Frédéric               | Podium                                    |                                                       | Podium                              |
| 2005 | Philippe Torreton        | Yvon le Guen                   | L'Équipier                                |                                                       |                                     |
| 2006 | Michel Bouquet           | François Mitterrand            | Le Promeneur du Champ-de-Mars             | O Último Mitterrand                                   | Um Passeio pela História            |
| 2006 | Patrick Chesnais         | Jean-Claude Delsart            | Je ne suis pas là pour être aimé          |                                                       |                                     |
| 2006 | Romain Duris             | Tom                            | De battre mon cœur s'est arrêté           | De Tanto Bater, Meu Coração Parou                     | De Tanto Bater o Meu Coração Parou  |
| 2006 | José Garcia              | Bruno Davert                   | Le Couperet                               | O Corte                                               | Golpe a Golpe                       |
| 2006 | Benoît Poelvoorde        | Laurent Kessler                | Entre ses mains                           |                                                       | Entre as Suas Mãos                  |
| 2007 | François Cluzet          | Alexandre Beck                 | Ne le dis à personne                      | Não Conte a Ninguém                                   | Não Digas a Ninguém                 |
| 2007 | Michel Blanc             | Aymé Pigrenet                  | Je vous trouve très beau                  | Você é Tão Bonito!                                    |                                     |
| 2007 | Alain Chabat             | Luís Costa ("Pipou")           | Prête-moi ta main                         | A Noiva Perfeita                                      | Como Casar e Ficar Solteiro         |
| 2007 | Gérard Depardieu         | Alain Moreau                   | Quand j'étais chanteur                    | Quando Estou Amando                                   | Quando Eu Era Cantor                |
| 2007 | Jean Dujardin            | Hubert Bonisseur de la Bath    | OSS 117 - Le Caire, nid d'espion          | Agente 117                                            | Agente 117                          |
| 2008 | Mathieu Amalric          | Jean-Dominique Bauby           | Le Scaphandre et le Papillon              | O Escafandro e a Borboleta                            | O Escafandro e a Borboleta          |
| 2008 | Michel Blanc             | Adrien                         | Les Témoins                               | As Testemunhas                                        | As Testemunhas                      |
| 2008 | Jean-Pierre Darroussin   | Léo, o jardineiro ("Dujardin") | Dialogue avec mon jardinier               | Conversas com Meu Jardineiro                          | Conversas com o Meu Jardineiro      |
| 2008 | Vincent Lindon           | Bertrand Liévain               | Ceux qui restent                          |                                                       | Aqueles que Ficaram                 |
| 2008 | Jean-Pierre Marielle     | Salomon Bellinsky              | Faut que ça danse!                        |                                                       |                                     |
| 2009 | Vincent Cassel           | Jacques Mesrine                | L'Instinct de mort e L'Ennemi public n° 1 | Inimigo Público nº 1 e Inimigo Público nº 1 - Parte 2 |                                     |
| 2009 | François-Xavier Demaison | Michel Colucci ("Coluche")     | Coluche, l'histoire d'un mec              |                                                       |                                     |
| 2009 | Guillaume Depardieu      | Damien                         | Versailles                                |                                                       |                                     |
| 2009 | Albert Dupontel          | Antoine Méliot                 | Deux jours à tuer                         |                                                       |                                     |
| 2009 | Jacques Gamblin          | Robert Duval                   | Le Premier Jour du reste de ta vie        | O Primeiro Dia do Resto da Sua Vida                   | O Primeiro Dia do Resto da Tua Vida |

### Década de 2010
| Ano  | Ator                    | Personagem                    | Filme                                | Título no Brasil                           | Título em Portugal        |
| ---- | ----------------------- | ----------------------------- | ------------------------------------ | ------------------------------------------ | ------------------------- |
| 2010 | Tahar Rahim             | Malik El Djebena              | Un prophète                          | O Profeta                                  | Um Profeta                |
| 2010 | Yvan Attal              | Stanislas Graff               | Rapt                                 | O Sequestro de um Herói                    |                           |
| 2010 | François Cluzet         | Paul/Philippe Miller          | À l'origine                          |                                            |                           |
| 2010 | François Cluzet         | Hervé Chabalier               | Le Dernier pour la route             | Um Novo Caminho                            |                           |
| 2010 | Vincent Lindon          | Simon Calmat                  | Welcome                              | Bem-vindo                                  | Welcome - Bem-vindo       |
| 2011 | Éric Elmosnino          | Serge Gainsbourg              | Gainsbourg, vie héroïque             | Gainsbourg - O Homem que Amava as Mulheres | Gainsbourg - Vida Heróica |
| 2011 | Gérard Depardieu        | Serge Pilardosse              | Mammuth                              | Mamute                                     | Mammuth                   |
| 2011 | Romain Duris            | Alex Lippi                    | L'Arnacœur                           | Como Arrasar um Coração                    | O Quebra Corações         |
| 2011 | Jacques Gamblin         | Arthur Martin                 | Le Nom des gens                      | Os Nomes do Amor                           |                           |
| 2011 | Lambert Wilson          | Christian de Chergé           | Des hommes et des dieux              | Homens e Deuses                            | Dos Homens e dos Deuses   |
| 2012 | Omar Sy                 | Driss                         | Intouchables                         |                                            | Amigos Improváveis        |
| 2012 | Sami Bouajila           | Omar Raddad                   | Omar m'a tuer                        |                                            |                           |
| 2012 | François Cluzet         | Philippe                      | Intouchables                         | Intocáveis                                 | Amigos Improváveis        |
| 2012 | Jean Dujardin           | George Valentin               | The Artist                           | O Artista                                  | O Artista                 |
| 2012 | Olivier Gourmet         | Bertrand Saint-Jean           | L'Exercice de l'État                 |                                            |                           |
| 2012 | Denis Podalydès         | Nicolas Sarkozy               | La Conquête                          |                                            |                           |
| 2012 | Philippe Torreton       | Alain Marécaux                | Présumé Coupable                     |                                            |                           |
| 2013 | Jean-Louis Trintignant  | Georges                       | Amour                                | Amor                                       | Amor                      |
| 2013 | Jean-Pierre Bacri       | Damien Hauer                  | Cherchez Hortense                    |                                            |                           |
| 2013 | Patrick Bruel           | Vincent Larchet               | Le Prénom                            | Qual É o Nome do Bebê                      | O Nome da Discórdia       |
| 2013 | Denis Lavant            | Monsieur Oscar                | Holy Motors                          |                                            | Holy Motors               |
| 2013 | Vincent Lindon          | Alain Evrard                  | Quelques heures de printemps         |                                            |                           |
| 2013 | Fabrice Luchini         | Germain Germain               | Dans la maison                       | Dentro da Casa                             |                           |
| 2013 | Jérémie Renier          | Claude François               | Cloclo                               | My Way - O Mito Além da Música             |                           |
| 2014 | Guillaume Gallienne     | Guillaume/mãe                 | Les Garçons et Guillaume, à table!   |                                            |                           |
| 2014 | Mathieu Amalric         | Thomas                        | La Vénus à la fourrure               | A Pele de Vênus                            | Vénus de Vision           |
| 2014 | Michel Bouquet          | Auguste Renoir                | Renoir                               | Renoir                                     | Renoir                    |
| 2014 | Albert Dupontel         | Bob Nolan                     | 9 mois ferme                         |                                            |                           |
| 2014 | Grégory Gadebois        | Frédi                         | Mon âme par toi guérie               |                                            |                           |
| 2014 | Fabrice Luchini         | Serge Tanneur                 | Alceste à bicyclette                 | Pedalando com Molière                      | De Bicicleta com Molière  |
| 2014 | Mads Mikkelsen          | Michael Kohlhaas              | Michael Kohlhaas                     |                                            |                           |
| 2015 | Pierre Niney            | Yves Saint Laurent            | Yves Saint Laurent                   |                                            |                           |
| 2015 | Niels Arestrup          |                               | Diplomatie                           |                                            |                           |
| 2015 | Guillaume Canet         |                               | La Prochaine fois je viserai le cœur |                                            |                           |
| 2015 | François Damiens        |                               | La Famille Bélier                    |                                            |                           |
| 2015 | Romain Duris            |                               | Une nouvelle amie                    |                                            |                           |
| 2015 | Vincent Lacoste         |                               | Hippocrate                           |                                            |                           |
| 2015 | Gaspard Ulliel          |                               | Saint Laurent                        |                                            |                           |
| 2016 | Vincent Lindon          |                               | La Loi du marché                     |                                            |                           |
| 2016 | Jean-Pierre Bacri       |                               | La Vie très privée de Monsieur Sim   |                                            |                           |
| 2016 | Vincent Cassel          |                               | Mon roi                              |                                            |                           |
| 2016 | François Damiens        |                               | Les Cowboys                          |                                            |                           |
| 2016 | Gérard Depardieu        |                               | Valley of Love                       |                                            |                           |
| 2016 | Antonythasan Jesuthasan |                               | Dheepan                              |                                            |                           |
| 2016 | Fabrice Luchini         |                               | L'Hermine                            |                                            |                           |
| 2017 | Gaspard Ulliel          | Louis                         | Juste la fin du monde                |                                            |                           |
| 2017 | François Cluzet         | Jean-Pierre Werner            | Médecin de campagne                  |                                            |                           |
| 2017 | Pierre Deladonchamps    | Mathieu                       | Le Fils de Jean                      |                                            |                           |
| 2017 | Nicolas Duvauchelle     | Eddie                         | Je ne suis pas un salaud             |                                            |                           |
| 2017 | Fabrice Luchini         | André Van Peteghem            | Ma Loute                             |                                            |                           |
| 2017 | Pierre Niney            | Adrien Rivoire                | Frantz                               |                                            |                           |
| 2017 | Omar Sy                 | Rafael Padilla, ou "Chocolat" | Chocolat                             |                                            |                           |
| 2018 | Swann Arlaud            | Pierre                        | Petit Paysan                         |                                            |                           |
| 2018 | Daniel Auteuil          | Pierre Mazard                 | Le Brio                              |                                            |                           |
| 2018 | Jean-Pierre Bacri       | Max Angeli                    | Le Sens de la fête                   |                                            |                           |
| 2018 | Guillaume Canet         | si próprio                    | Rock'n Roll                          |                                            |                           |
| 2018 | Albert Dupontel         | Albert Maillard               | Au revoir là-haut                    |                                            |                           |
| 2018 | Louis Garrel            | Jean-Luc Godard               | Le Redoutable                        |                                            |                           |
| 2018 | Reda Kateb              | Django Reinhardt              | Django                               |                                            |                           |